# Joshua Bitter
Joshua Bitter (* 1. Januar 1997 in Dorsten) ist ein deutscher Fußballspieler. Der Verteidiger steht seit Juli 2022 erneut MSV Duisburg unter Vertrag. Er wurde beim FC Schalke ausgebildet und war zudem Nachwuchsnationalspieler.

## Karriere

### Verein
Nach ersten Schritten im Juniorenfußball bei seinem Heimatklub FC Rot-Weiß Dorsten wurde Bitter mit 10 Jahren in der Knappenschmiede, dem Nachwuchsleistungszentrum des FC Schalke 04, aufgenommen. Mit der U17 und der A-Jugend der Gelsenkirchener nahm der Verteidiger am Spielbetrieb der jeweiligen Juniorenbundesligen teil und belegte zumeist vordere Plätze; die B-Jugend führte er zeitweise als Mannschaftskapitän aufs Feld.
In der Saison 2014/15 gelangte Bitter als Stammspieler mit der U19 bis ins Achtelfinale der UEFA Youth League, wo man jedoch gegen Manchester City ausschied. Dafür wurde die TSG 1899 Hoffenheim im Endspiel um die Meisterschaft mit 3:1 besiegt, Bitter stand jedoch nicht im Kader. Im Anschluss erhielt er seinen ersten Profivertrag, der bis Juni 2019 gültig gewesen wäre.
Zur Regionalligasaison 2016/17 wurde der Abwehrspieler fest in den Kader der zweiten Herrenmannschaft integriert. Darüber hinaus war er auch für den Profikader vorgesehen, wurde dort jedoch von Cheftrainer Markus Weinzierl nicht berücksichtigt. Bitter absolvierte 22 Regionalligaspiele und nach dem Abstieg am Saisonende in der Folgesaison als Stammkraft 27 Partien in der Oberliga Westfalen. Im Frühjahr wurde die Mannschaft Tabellensechster und verpasste so das angepeilte Ziel des Wiederaufstiegs.
In der Folge schloss sich der Defensivspieler im Sommer 2018 Werder Bremen II an, das seinerseits aus der 3. Liga abgestiegen war. Bremen II wurde mit Bitter Tabellendritter und verpasste ebenso den direkten Wiederaufstieg.
Der MSV Duisburg, als Tabellenletzter der Zweitligasaison 2018/19 in die Drittklassigkeit abgestiegen, verpflichtete Bitter im Sommer 2019 im Rahmen einer dem Abstieg geschuldeten Umstrukturierung; er erhielt einen Zweijahresvertrag. Mit den Zebras ging Bitter als Stammkraft auf der rechten Abwehrseite in die neue Spielzeit. Nach dem Auslaufen seines Vertrages verließ er den Verein im Sommer 2021. Im Januar 2022 schloss Bitter sich dem Regionalligisten Energie Cottbus mit einem Vertrag bis Saisonende 2022 an. Anschließend kehrte er für die Saison 2022/23 zum MSV Duisburg zurück. Aufgrund hinreichender Einsätze verlängerte sein Vertrag sich automatisch für die folgende Saison. Anfang Juni 2024 einigte er sich mit dem Verein trotz dessen Abstieg in die Regionalliga West über eine weitere Vertragsverlängerung.

## Nationalmannschaft
Zwischen 2015 und 2016 spielte Bitter viermal für Nachwuchsmannschaften des DFB.

## Erfolge
- Deutscher A-Jugend-Meister: 2015 (mit dem FC Schalke 04)
- Meister der Regionalliga West 2025 und Aufstieg in die 3. Liga (mit dem MSV Duisburg)